# Campionati mondiali di pugilato dilettanti 1982
I Campionati mondiali di pugilato dilettanti del 1982 (AIBA World Boxing Championships) si sono tenuti a Monaco di Baviera, Germania Ovest, dal 4 al 15 maggio. Da questa edizione viene aggiunta la categoria dei Supermassimi (oltre 91 kg).

## Risultati

### Pesi Minimosca
| Medaglia | Atleta          | Paese          |  |
| -------- | --------------- | -------------- |  |
|          | Ismail Mustafov | Bulgaria       |  |
|          | Go Yong Hwan    | Corea del Nord |  |
|          | Huh Yong Mo     | Corea del Sud  |  |
|          | Dietmar Geilich | Germania Est   |  |

### Pesi Mosca
| Medaglia | Atleta            | Paese            |  |
| -------- | ----------------- | ---------------- |  |
|          | Yuri Alexandrov   | Unione Sovietica |  |
|          | Michael Collins   | Stati Uniti      |  |
|          | Jesus Pool        | Venezuela        |  |
|          | Constantin Titoiu | Romania          |  |

### Pesi Gallo
| Medaglia | Atleta                  | Paese            |  |
| -------- | ----------------------- | ---------------- |  |
|          | Floyd Favors            | Stati Uniti      |  |
|          | Viktor Miroshnichenko   | Unione Sovietica |  |
|          | Sami Buzoli             | Jugoslavia       |  |
|          | Klaus Dieter Kirchstein | Germania Est     |  |

### Pesi Piuma
| Medaglia | Atleta              | Paese        |  |
| -------- | ------------------- | ------------ |  |
|          | Adolfo Horta        | Cuba         |  |
|          | Rawsalyn Otgonbayar | Mongolia     |  |
|          | Richard Nowakowski  | Germania Est |  |
|          | Bernard Gray        | Stati Uniti  |  |

### Pesi Leggeri
| Medaglia | Atleta            | Paese       |  |
| -------- | ----------------- | ----------- |  |
|          | Ángel Herrera     | Cuba        |  |
|          | Pernell Whitaker  | Stati Uniti |  |
|          | Viorel Ioana      | Romania     |  |
|          | Milivoj Labudović | Jugoslavia  |  |

### Pesi Superleggeri
| Medaglia | Atleta           | Paese         |  |
| -------- | ---------------- | ------------- |  |
|          | Carlos Garcia    | Cuba          |  |
|          | Kim Dong Kil     | Corea del Sud |  |
|          | Mirko Puzović    | Jugoslavia    |  |
|          | Shadrah Odhiambo | Svezia        |  |

### Pesi Welter
| Medaglia | Atleta           | Paese            |  |
| -------- | ---------------- | ---------------- |  |
|          | Mark Breland     | Stati Uniti      |  |
|          | Serik Konakbayev | Unione Sovietica |  |
|          | Manfred Zielonka | Germania         |  |
|          | Roland Omoruyi   | Nigeria          |  |

### Pesi Superwelter
| Medaglia | Atleta            | Paese            |  |
| -------- | ----------------- | ---------------- |  |
|          | Aleksandr Koshkyn | Unione Sovietica |  |
|          | Armando Martínez  | Cuba             |  |
|          | Tom Corr          | Irlanda          |  |
|          | Mikhail Takov     | Bulgaria         |  |

### Pesi Medi
| Medaglia | Atleta              | Paese       |  |
| -------- | ------------------- | ----------- |  |
|          | Bernardo Comas      | Cuba        |  |
|          | Tarmo Uusivirta     | Finlandia   |  |
|          | Iran Barkley        | Stati Uniti |  |
|          | Pedro van Raamsdonk | Paesi Bassi |  |

### Pesi Mediomassimi
| Medaglia | Atleta        | Paese            |  |
| -------- | ------------- | ---------------- |  |
|          | Pablo Romero  | Cuba             |  |
|          | Paweł Skrzecz | Polonia          |  |
|          | Valeri Shin   | Unione Sovietica |  |
|          | Pero Tadić    | Jugoslavia       |  |

### Pesi Massimi
| Medaglia | Atleta             | Paese            |  |
| -------- | ------------------ | ---------------- |  |
|          | Alexander Yagubkin | Unione Sovietica |  |
|          | Jürgen Fanghänel   | Germania Est     |  |
|          | Grzegorz Skrzecz   | Polonia          |  |
|          | Hermenegildo Baez  | Cuba             |  |

### Pesi Supermassimi
| Medaglia | Atleta            | Paese        |  |
| -------- | ----------------- | ------------ |  |
|          | Tyrell Biggs      | Stati Uniti  |  |
|          | Francesco Damiani | Italia       |  |
|          | Peter Hussing     | Germania Est |  |
|          | Petar Stoymenov   | Bulgaria     |  |

## Medagliere
| Posizione | Nazione          |    |    |    | Totale |
| 1         | Cuba             | 5  | 1  | 1  | 7      |
| 2         | Stati Uniti      | 3  | 2  | 2  | 7      |
| 3         | Unione Sovietica | 3  | 2  | 1  | 6      |
| 4         | Bulgaria         | 1  | 0  | 2  | 3      |
| 5         | Germania Est     | 0  | 1  | 4  | 5      |
| 6         | Corea del Sud    | 0  | 1  | 1  | 2      |
| 6         | Polonia          | 0  | 1  | 1  | 2      |
| 8         | Finlandia        | 0  | 1  | 0  | 1      |
| 8         | Italia           | 0  | 1  | 0  | 1      |
| 8         | Mongolia         | 0  | 1  | 0  | 1      |
| 8         | Corea del Nord   | 0  | 1  | 0  | 1      |
| 12        | Jugoslavia       | 0  | 0  | 4  | 4      |
| 13        | Romania          | 0  | 0  | 2  | 2      |
| 14        | Germania         | 0  | 0  | 1  | 1      |
| 14        | Irlanda          | 0  | 0  | 1  | 1      |
| 14        | Nigeria          | 0  | 0  | 1  | 1      |
| 14        | Paesi Bassi      | 0  | 0  | 1  | 1      |
| 14        | Svezia           | 0  | 0  | 1  | 1      |
| 14        | Venezuela        | 0  | 0  | 1  | 1      |
| Totale    | Totale           | 12 | 12 | 24 | 48     |